# Tiro ai XVII Giochi paralimpici estivi
Le gare di tiro ai XVII Giochi paralimpici estivi si sono svolte tra il 30 agosto e il 5 settembre 2024 presso il Centro nazionale di tiro sportivo di Châteauroux.

## Formato
Le competizioni in programma erano tredici, di cui nove con la carabina e quattro con la pistola dalle distanze di 10, 25 e 50 metri.
La classificazione delle gare era suddivisa in due gruppi:
- SH1, per atleti che non richiedono un supporto per l'arma;
- SH2, riservata alla carabina, per atleti che hanno bisogno di un supporto per l'arma[3].

Sette delle tredici gare sono state disputate da uomini e donne contemporaneamente (competizioni miste).

## Calendario
Nella tabella sono riportate solo le gare con assegnazione di medaglie.
| Pistola a 10 m ad aria compressa           | uomini SH1 | uomini SH1 | mista SH1  | mista SH1  |           |           |           |           |            |           |           |           |           |           |
| Pistola a 25 m                             |            |            |            |            |           |           | mista SH1 | mista SH1 |            |           |           |           |           |           |
| Pistola a 50 m                             |            |            |            |            |           |           |           |           |            |           | mista SH1 | mista SH1 |           |           |
| Carabina a 10 m ad aria compressa in piedi | donne SH1  | mista SH2  | uomini SH1 | uomini SH1 |           |           |           |           |            |           |           |           |           |           |
| Carabina a 10 m ad aria compressa a terra  |            |            |            |            | mista SH1 | mista SH2 |           |           |            |           |           |           |           |           |
| Carabina a 50 m a terra                    |            |            |            |            |           |           |           |           |            |           | mista SH2 | mista SH2 | mista SH1 | mista SH1 |
| Carabina a 50 m in 3 posizioni             |            |            |            |            |           |           |           |           | uomini SH1 | donne SH1 |           |           |           |           |

|  | Finali per medaglia d'oro |

## Risultati

### Uomini
| Arma     | Evento               | Oro         | Punti | Argento         | Punti | Bronzo                 | Punti |
| Carabina |                      |             |       |                 |       |                        |       |
| -------- | -------------------- | ----------- | ----- | --------------- | ----- | ---------------------- | ----- |
| Carabina | 10 m SH1             | Park Jin-ho | 249,4 | Yerkin Gabbasov | 247,7 | Martin Black Jørgensen | 226,5 |
| Carabina | 50 m 3 posizioni SH1 | Park Jin-ho | 254,6 | Dong Chao       | 451,8 | Marek Dobrowolski      | 441,3 |
| Pistola  | 10 m SH1             | Jeongdu Jo  | 237,4 | Manish Narwal   | 234,9 | Yang Chao              | 214,3 |

### Donne
| Arma     | Evento               | Oro              | Punti | Argento             | Punti | Bronzo         | Punti |
| Carabina |                      |                  |       |                     |       |                |       |
| -------- | -------------------- | ---------------- | ----- | ------------------- | ----- | -------------- | ----- |
| Carabina | 10 m SH1             | Avani Lekhara    | 249,7 | Lee Yunri           | 246,8 | Mona Agarwal   | 228,7 |
| Carabina | 50 m 3 posizioni SH1 | Natascha Hiltrop | 456,5 | Veronika Vadovičová | 456,1 | Zhang Cuiping  | 446,0 |
| Pistola  | 10 m SH1             | Sareh Javanmardi | 236,8 | Aysel Özgan         | 231,1 | Rubina Francis | 211,1 |

### Miste
| Arma     | Evento           | Oro                   | Punti            | Argento                  | Punti                | Bronzo                         | Punti |
| Carabina |                  |                       |                  |                          |                      |                                |       |
| -------- | ---------------- | --------------------- | ---------------- | ------------------------ | -------------------- | ------------------------------ | ----- |
| Carabina | 10 m a terra SH1 | Veronika Vadovičová   | 254,2            | Radoslav Malenovský      | 253,6                | Juan Antonio Saavedra Reinaldo | 232,1 |
| Carabina | 10 m SH2         | Franček Gorazd Tiršek | 253,3            | Tanguy De La Forest      | 253,1                | Huntae Seo                     | 231,7 |
| Carabina | 10 m a terra SH2 | Tanguy De La Forest   | 255,4            | Alexandre Galgani        | 254,2                | Mika Mizuta                    | 232,1 |
| Carabina | 50 m a terra SH1 | Natascha Hiltrop      | 250,2            | Anna Benson              | 248,8                | Jean-Louis Michaud             | 227,8 |
| Carabina | 50 m a terra SH2 | Dragan Ristić         | 250,2            | Vladimer Tchinthcharauli | 248,2                | Tim Jeffery                    | 227,8 |
| Pistola  |                  |                       |                  |                          |                      |                                |       |
| 25 m SH1 | Yang Chao        | 30                    | Gong Yanxiao     | 28                       | Kim Jungnam          | 24                             |       |
| 50 m SH1 | Yang Chao        | 220,1                 | Server Ibragimov | 215,3                    | Davide Franceschetti | 199,7                          |       |